# Esson
Esson település Franciaországban, Calvados megyében. Lakosainak száma 570 fő (2022. január 1.). Esson Combray, Croisilles, Donnay, Thury-Harcourt-le-Hom és Cesny-les-Sources községekkel határos.

## Népesség
A település népességének változása:
| Lakosok száma | 304  | 263  | 297  | 376  | 505  | 520  | 516  | 539  | 550  | 570  |
|               | 1968 | 1982 | 1990 | 2006 | 2013 | 2015 | 2017 | 2019 | 2020 | 2022 |